# Leptobasis cardinale
Leptobasis cardinale är en trollsländeart som först beskrevs av Fraser 1946.  Leptobasis cardinale ingår i släktet Leptobasis och familjen dammflicksländor. Inga underarter finns listade i Catalogue of Life.